# Gare de Brunstatt
La gare de Brunstatt est une gare ferroviaire française (fermée) de la ligne de Paris-Est à Mulhouse-Ville, située sur le territoire de la commune de Brunstatt-Didenheim, dans le département du Haut-Rhin, en région Grand Est.
Elle est fermée en 2011 par la Société nationale des chemins de fer français (SNCF).

## Situation ferroviaire
Établie à 245 mètres d'altitude, la gare de Brunstatt est située au point kilométrique (PK) 487,500 de la ligne de Paris-Est à Mulhouse-Ville, entre les gares de Flaxlanden et du Hasenrain (fermée).

## Histoire
C'était jusqu'en 2011 un point d'arrêt sans personnel de la Société nationale des chemins de fer français (SNCF), desservi par des trains TER Alsace et TER Franche-Comté.
Elle est fermée lors de la mise en service de la première phase de la LGV Rhin-Rhône le 11 décembre 2011, afin de réduire les temps de parcours des TER et ainsi de faire cohabiter TER et TGV sur le tronçon Belfort – Mulhouse de la ligne de Paris-Est à Mulhouse-Ville. La SNCF et la Région Alsace espèrent sa réouverture lors de la mise en service de la seconde phase de la ligne à grande vitesse, entre Petit-Croix et Lutterbach.

## Service des voyageurs
La gare est fermée.